# Islahuddin Siddique
Islahuddin Siddique, född den 10 januari 1948 i Long Island City, New York, är en pakistansk landhockeyspelare.
Han tog OS-silver i herrarnas landhockeyturnering i samband med de olympiska sommarspelen 1972 i München.
Han tog OS-brons i samma gren i samband med de olympiska sommarspelen 1976 i Montréal.